# Hasso Veit
Hasso „Hammond-Hasso“ Veit (* 14. April 1931 in Leipzig; † 30. Mai 2022) war ein deutscher Musiker. In der DDR und besonders im Raum Leipzig gehörte er ab Ende der 1950er Jahre zu den bekanntesten Spielern an der elektronischen Orgel und trat in zahlreichen Funk- und Fernsehformaten in Erscheinung.

## Leben und Wirken
Hasso Veit lernte zunächst Orgel-, Harmonium- und Klavierbau bei der Firma Mannborg in Leipzig. Noch während seiner Lehre erfolgte eine Ausbildung am Klavier bei Rudolf Fischer, der für „Werktätige“ in der Form von Abendschulen Fortbildungskurse anbot. Kurze Zeit später wechselte Veit zur Orgel. Er spielte auch Kino- und Theaterorgeln, zusätzlich trat er – vor allem in seinen frühen Jahren – mit Akkordeon, Vibraphon und weiteren Instrumenten auf. Mit 18 Jahren trat er im kleineren Rahmen mit einer kleinen Tanzkapelle in Erscheinung.
Seinen ersten größeren öffentlichen Auftritt als Solo-Entertainer absolvierte Veit 1957 im Berliner Friedrichstadt-Palast an der dortigen elektronischen Orgel. Von da an trat er regelmäßig mit wechselnden Programmen in Spielstätten in der ganzen DDR und den Ländern des RGW, z. B. Kuba, aber auch in Marokko auf. Feste Engagements erhielt er unter anderem ab 1958/1959 am Steintor-Varieté in Halle (Saale), auf dem Kreuzfahrtschiff MS Völkerfreundschaft und in Leipzig ab Mitte der 1970er Jahre im Interhotel Stadt Halle sowie im Kino Capitol von 1977 bis 1983. Auch im Kino „Regina Lichtspielpalast“ in Leipzig versah er diese Aufgabe.
Veit arbeitete auch als Funk- und Fernsehorganist, so in der Radiosendung Porträt per Telefon und der Unterhaltungssendung Ein Kessel Buntes. 1987 folgte seine einzige offizielle Veröffentlichung eigener Arrangements bekannter Melodien beim staatlichen Plattenlabel Amiga. Auch trat er für einige DEFA-Produktionen und eine Demo-Schallplatte der Vermona als Komponist in Erscheinung.
Er war zudem sehr früh als Vorführer und Endorser der Musikinstrumentenindustrie der DDR tätig. Auf Messen und Tonträgern demonstrierte er die Produkte von Weltmeister und der späteren Vermona der VEB Klingenthaler Harmonikawerke. Ende der 1950er versuchte er sich auch selbst an der Entwicklung von elektronischen Musikinstrumenten, z. B. zusammen mit dem Instrumentenbauer Conrad Katz. Während er erst 1966 in den Besitz einer in der DDR schwer zu beschaffenden Hammondorgel kam, nutzte er lange ein Instrument der Firma Ahlborn, das er während eines Aufenthaltes in Stuttgart zusammen mit dem Ingenieur Otto Riegg konstruiert hatte. Zudem überholte er in Eigenregie die Hammond-Orgel im Kino „Capitol“, die er durch weitere Instrumente aufrüstete. Auch sein letztes großes Instrument, eine Konzertorgel im Gehäuse eines Modells der Firma Wersi, entstand Ende der 1970er Jahre aus verschiedenen Elementen im Eigenbau. Dabei handelt es sich – trotz der Verkleidung – in Bezug auf das Innenleben um ein Unikat.
Musikalisch war Veit nicht auf ein Genre festgelegt. Wie bei anderen Virtuosen an der elektronischen Orgel bestand sein Repertoire sowohl aus klassischen Stücken, aktuellem Schlager, bekannten Volksweisen, Musicalmelodien sowie anderen Formen populärer Musik. Gemein war ihnen ein aufwendiges Arrangement unter Ausnutzung der imitativen Möglichkeiten der elektronischen Registrierung sowie von Effektgeräten und Rhythmusmaschinen, in welche die jeweils neuen Klänge der erweiterten und neu konstruierten Instrumente einflossen. Bekannt war Veit auch für seine Fähigkeiten als Improvisator. Nachhaltigen Erfolg feierte er mit einer Konzertreihe in den Kurorten Bad Elster und Bad Brambach unter dem Titel „Zwischen Barock und Rock“ in den 1980er Jahren. Von seiner Schwester Karin Veit unterstützt, führte er in diesem Rahmen z. B. Sonatensätze von J. S. Bach in eigenen Bearbeitungen auf.
Nach dem Ende der DDR konnte Hasso Veit an seine alten Erfolge als Entertainer nicht mehr anknüpfen. Auch eine zweite Schallplatte bei Amiga wurde nicht mehr realisiert. Er arbeitete 1991 bis 1993 als Musiklehrer für Orgel und Klavier und trat nur noch im kleineren Rahmen auf. 1994 gab er seine selbst konstruierte Konzertorgel in das Musikinstrumentenmuseum des Grassimuseum in Leipzig. Er richtete sich ein kleines Heimstudio ein und produzierte dort im Eigenverlag eine zweite CD. 2006 hatte er seinen letzten größeren öffentlichen Auftritt bei Peter Degners Classic Open in Leipzig. 2007 feierte Hasso Veit sein 50-jähriges Bühnenjubiläum.
Hasso Veit lebte zuletzt mit seiner Frau im Leipziger Stadtteil Knautkleeberg-Knauthain. Er  verstarb am 30. Mai 2022 nach kurzer, schwerer Krankheit.

## Veröffentlichungen
- Hasso Veit spielt auf der VERMONA-Orgel E T 6-2. VEB Deutsche Schallplatten Berlin 5 95 004. 1974.
- Memories. AMIGA 856303. 1987.
- Weihnachtliche Klänge. Eigenverlag, o. J.
- Dreams and Memories. Eigenverlag, 1998.